# Ingénue
Ingénue è il quinto album di k.d. lang, e il suo secondo lavoro da solista, realizzato nel 1992.
Trainato dai singoli Miss Chatelaine, The Mind of Love e soprattutto la celeberrima Constant Craving, l'album è considerato uno dei prodotti più riusciti della cantante, che qui libera tutta la sua creatività: nel videoclip Miss Chatelaine, dolce ballata country, la cantante parodia le riviste femminili e va contro il suo stile tipicamente androgino esibendosi in un'esagerata femminilità accesa da squillanti colori pastello e abiti eleganti e sfarzosi, mentre in The Mind of Love si sdoppia nel parlare a sé stessa come nel testo della canzone ("Where is your heart, Kathryn?") in un'atmosfera sognante accentuata da un raffinato bianco e nero. Constant Craving invece, oltre ad essere considerato uno dei più grandi successi della cantante e ad aver fatto vincere alla Lang il Grammy Award come miglior interprete femminile, nel 1992, ha anche ispirato la canzone dei Rolling stones Anybody Seen My Baby?, del 1997.

## Tracce
1. Save Me – 4:33
2. The Mind of Love – 3:48
3. Miss Chatelaine – 3:49
4. Wash Me Clean – 3:17
5. So It Shall Be – 4:30
6. Still Thrives This Love – 3:35
7. Season of Hollow Soul – 4:58
8. Outside Myself – 4:57
9. Tears of Love's Recall – 3:49
10. Constant Craving – 4:37